# Potok (Nazarje, Slovenija)
Potok je naselje u slovenskoj Općini Nazarju. Potok se nalazi u pokrajini Štajerskoj i statističkoj regiji Savinjskoj. 

## Stanovništvo
Prema popisu stanovništva iz 2002. godine naselje je imalo 141 stanovnika.